# Лыщаж, Адриан
Адриа́н Лы́щаж (пол. Adrian Łyszczarz; 22 августа 1999, Олесница) — польский футболист, полузащитник клуба «Одра».

## Клубная карьера
Родился 22 августа 1999 года в городе Олесница. Воспитанник футбольной школы клуба «Шлёнск». Взрослую футбольную карьеру начал в 2016 году в основной команде того же клуба, в которой провёл два сезона, приняв участие в 12 матчах чемпионата.
В 2018 году для получения игровой практики был отдан в аренду в клуб второго дивизиона «Катовице». В течение сезона 2018/19 отыграл за команду 15 матчей в чемпионате и забил 1 гол, впрочем, не спас команду от вылета в третий дивизион.

## Карьера в сборной
В 2018 году дебютировал в составе юношеской сборной Польши, принял участие в 5 играх на юношеском уровне, отличившись 2 забитыми голами.
В 2019 году в составе молодёжной сборной Польши поехал на домашний молодёжный чемпионат мира. На турнире сыграл в одном матче, а команда вылетела в стадии 1/8 финала.